# 2724 Orlov

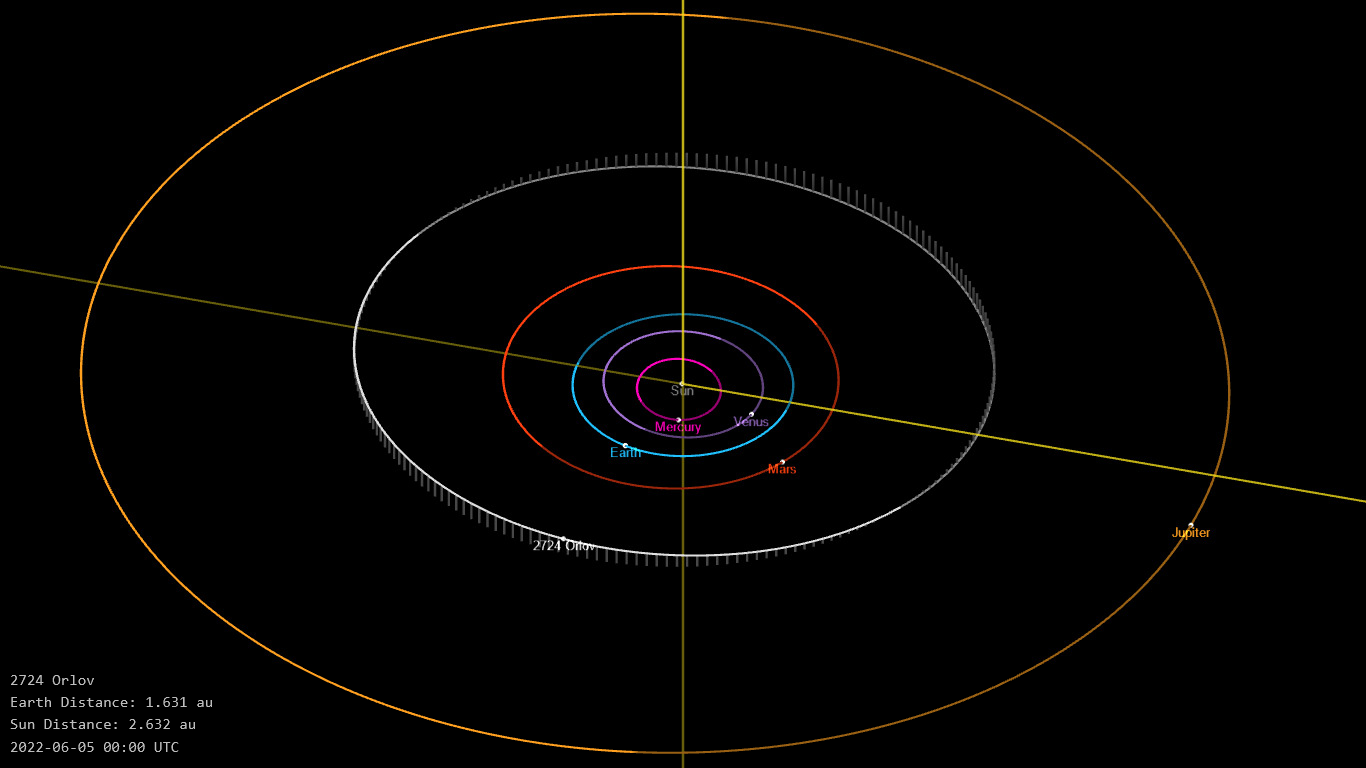
L’orbita

2724 Orlov è un asteroide della fascia principale del diametro medio di circa 19,74 km. Scoperto nel 1978, presenta un'orbita caratterizzata da un semiasse maggiore pari a 2,9245240 UA e da un'eccentricità di 0,1258991, inclinata di 3,97578° rispetto all'eclittica.